# Соколовский район
Соколовский район — единица административного деления Акмолинской губернии и Северо-Казахстанской области, существовавшая с сентября по октябрь 1921, с июля 1936 по январь 1963 и с декабря 1964 по апрель 1997.
Соколовский район был образован 15 сентября 1921 года в составе Акмолинской губернии, на территории переданной из Ишимского уезда Тюменской губернии. Центром района было назначено село Соколовское. В район входило 5 волостей: Бугровская, Красноярская, Налобинская, Соколовская, Сумская.
28 октября 1921 года Соколовский район был упразднён, а его территория передана в Петропавловский уезд.
29 июля 1936 года Соколовский район был восстановлен в составе Северо-Казахстанской области.
14 сентября 1957 года к Соколовскому району была присоединена часть территории упразднённого Петропавловского района.
2 января 1963 года Соколовский район был упразднён, но уже 31 декабря 1964 восстановлен.
18 апреля 1997 года Соколовский район вошёл в состав Бишкульского района, который вслед за этим переименован в Кызылжарский район.